# Athemistus mastersi
Athemistus mastersi är en skalbaggsart som beskrevs av Carter 1926. Athemistus mastersi ingår i släktet Athemistus och familjen långhorningar. Inga underarter finns listade.